# العلمانية في العراق
يعود تاريخ العلمانية في العراق الحديث إلى ثورة 14 يوليو عام 1958 التي أطاحت بالسلالة الهاشمية في المملكة العراقية وأسست الجمهورية العراقية. الإسلام هو الدين الرسمي للدولة العراقية، لكن الدستور يضمن حرية المعتقد والممارسات الدينية للمسلمين والمسيحيين واليزيديين والصابئة المندائيين.
كان الحزب الشيوعي العراقي العلماني أكبر حركة في البلاد بين الأربعينيات والستينيات من القرن العشرين، وقد أسسه ناشطون من خلفيات مختلفة.
منذ غزو العراق عام 2003، شهد المجتمع العراقي أزمات في انتقاله من دولة مركزية قوية تحت حكم حزب البعث العلماني إلى دولة تهيمن عليها الأحزاب الإسلامية الشيعية. وعلى وجه الخصوص، ازداد العنف الطائفي بشكل كبير. في عام 2006، أفاد موقع OpenDemocracy أن تغيير النظام قد أضر بالعلمانية في العراق البعثي. وقد شكل ظهور تنظيم الدولة الإسلامية في العراق تحديًا للعلمانية.
منذ نهاية الحرب في العراق، نمت العلمانية في البلاد.  في عام 2010، ورد أن العراق يتجه نحو العلمانية.  وقد شوهد نمو الطبقة المتوسطة العلمانية غير الطائفية.

## الأحزاب السياسية العلمانية
- التحالف المدني الديمقراطي
- التحالف المتحضر
- حركة الامتداد
- حركة كوران
- مؤتمر حرية العراق
- الحزب الشيوعي العراقي
- الوفاق الوطني العراقي
- المؤتمر الوطني العراقي
- الحركة الوطنية العراقية
- الحزب الوطني الديمقراطي
- منظمة حرية المرأة في العراق
- حزب الشعب
- اتحاد الشعب
- حزب التقدم
- كتلة المصالحة والتحرير